# 2661 Bydžovský
A 2661 Bydžovský (ideiglenes jelöléssel 1982 FC1) a Naprendszer kisbolygóövében található aszteroida. Zdenka Vávrová fedezte fel 1982. március 23-án.